# Kverná

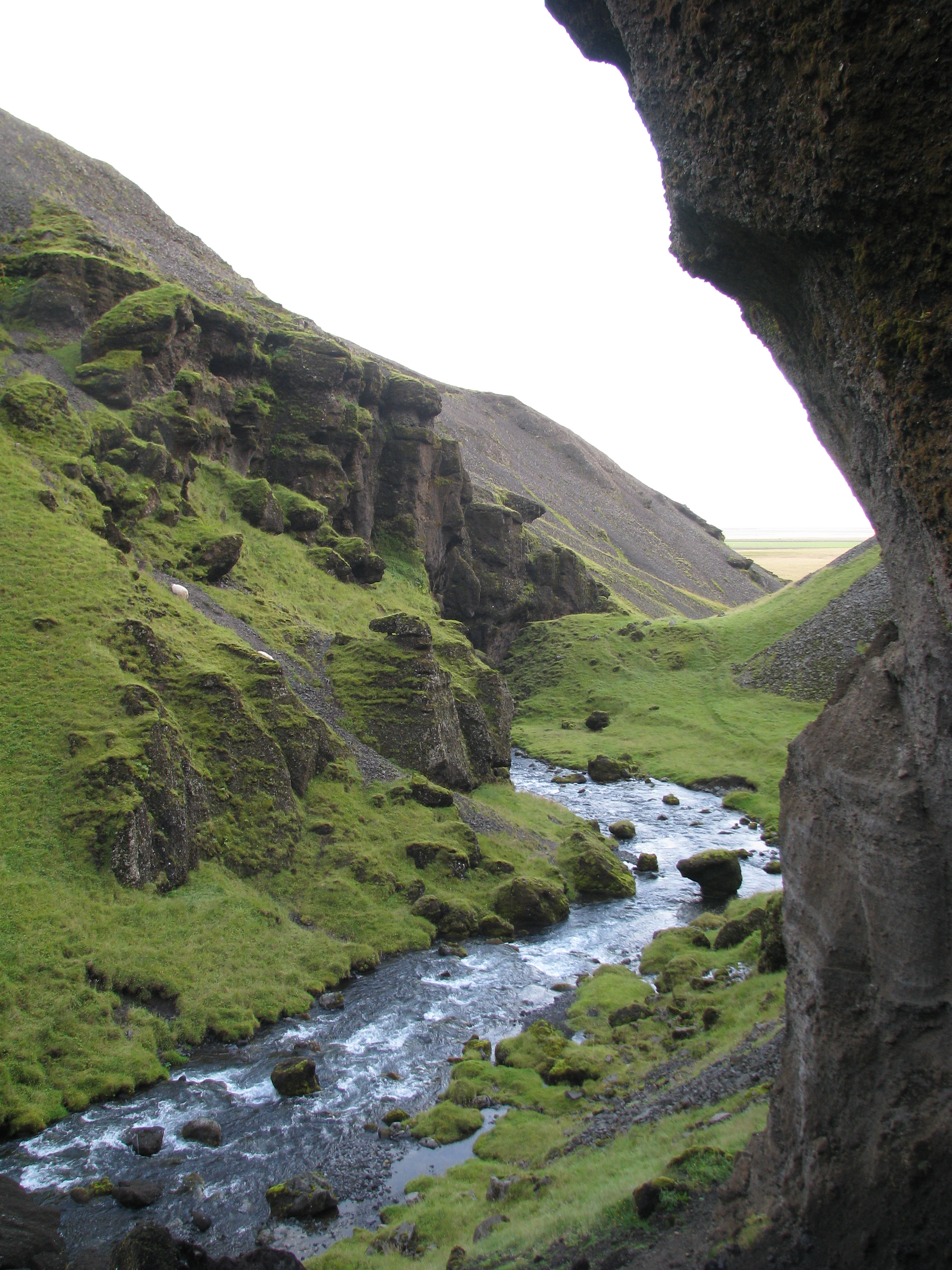
Kverná

De Kverná is een beek in het zuiden van IJsland iets oostelijk van het plaatsje Skógar. De Kverná begint op de  gletsjer van de Eyjafjallajökull, stroomt over de rand van een afgrond, waar eens eens de kustlijn van IJsland heeft gelegen, en valt daar in een waterval, de Kvernufoss, in een kloof naar beneden. Kverná betekent ongeveer Maalsteenrivier. Circa een kilometer naar het westen ligt de bekendere waterval Skógafoss. De Kverná mondt in de Eyjafjalladjúp, in het Eilandsbergdiep, in zee uit.